# Антонін (Каліський повіт)
Антонін (пол. Antonin) — село в Польщі, у гміні Щитники Каліського повіту Великопольського воєводства.
Населення — 143 особи (2011).
У 1975-1998 роках село належало до Каліського воєводства.

## Демографія
Демографічна структура станом на 31 березня 2011 року:
|          | Загалом | Допрацездатний вік | Працездатний вік | Постпрацездатний вік |
| -------- | ------- | ------------------ | ---------------- | -------------------- |
| Чоловіки | 71      | 18                 | 45               | 8                    |
| Жінки    | 72      | 15                 | 44               | 13                   |
| Разом    | 143     | 33                 | 89               | 21                   |